# Giant (Band)
Giant ist eine US-amerikanische Hard-Rock-Band, die Ende der 1980er und Anfang der 1990er Jahre mit den Alben Last of the Runaways und Time to Burn zwei Genre-Klassiker veröffentlichte. Diese beiden Alben werden zu den wichtigsten Veröffentlichungen des AOR (früher: mainstream rock) gezählt.
Musiker der Band sind die ehemaligen White-Heart-Musiker Dann Huff (Gesang und Gitarre) und sein Bruder David Huff (Schlagzeug) sowie die amerikanischen Studiomusiker Mike Brignardello (Bass) und Alan Pasqua (Keyboard).

## Geschichte
Nach den ersten beiden Studio-Alben löste sich die Band auf, da es aufgrund des aufkommenden Grunge-Sounds für klassische Mainstream-Bands immer schwerer wurde zu bestehen.
Im Jahr 2000 kam die Band nochmal zusammen, um ein drittes Studioalbum (Giant III) im bandtypischen AOR-Stil einzuspielen.
Dann Huff ist seit längerer Zeit ein gefragter und erfolgreicher Studiogitarrist sowie auch Musikproduzent. Besonders in der Country-Szene in Nashville gilt er als erstklassiger Musikproduzent. Zu seinen Klienten zählen u. a. Topacts wie Keith Urban, She Daisy, Kenny Rogers, Rascal Flatts, Faith Hill, Jewel, Tim McGraw, LeAnn Rimes usw.
Eine weitere Reunion der Band fand im Jahr 2009 statt, allerdings nur teilweise mit Dann Huff, der auf dem Album Promise Land als Studiogitarrist auftritt, jedoch nicht als fester Bandmusiker der Gruppe. Dann sah sich aufgrund anderer Verpflichtungen zeitlich nicht in der Lage, erneut die Rolle des Gitarristen und Sängers zu übernehmen. Die beiden verbliebenen Musiker David L. Huff und Mike Brignardello heuerten daraufhin den ehemaligen Strangeways-Sänger Terry Brock und den Gitarristen John Roth (u. a. Winger) an.
2010 erfolgte die Veröffentlichung des vierten Studioalbums Promise Land.
Am 21. Januar 2022 erschien nach mehr als elf Jahren Schaffenspause das fünfte Album namens Shifting Time über Frontiers Records.
Da weder Terry Brock noch das Originalmitglied Dann Huff als Sänger zur Verfügung standen, fand man in Kent Hilli
einen passenden Ersatz. Allerdings spielt Dann Huff als Gast Gitarre im Song "Never Die Young".

## Stil
Der Musikstil kann dem typischen amerikanischen Rockformat AOR zugeschrieben werden.
Prägend ist das Gitarrenspiel von Dann Huff, der als einer der besten Rock- und Studiogitarristen aller Zeiten gilt.

## Diskografie
Studioalben
- 1989: Last of the Runaways
- 1992: Time to Burn
- 2001: III
- 2010: Promise Land
- 2022: Shifting Time
- 2025: Stand and Deliver

Livealben
- 2003: Live and Acoustic – Official Bootleg

EPs
- 1990: It Takes Two + Giant Live
- 2006: Don’t Leave Me in Love

Singles
- 1989: I’m a Believer
- 1990: I’ll See You in My Dreams
- 1991: Stay
- 1992: Time to Burn